# Marco Schöller
Marco Schöller (* 1968 in Regensburg) ist ein deutscher Islamwissenschaftler.

## Leben
Schöller studierte von 1988 bis 1997 Islamwissenschaft, Philosophie und Politische Wissenschaft an der Friedrich-Alexander-Universität Erlangen-Nürnberg. Auslandssemester verbrachte er an der Universität Aleppo in Syrien und der Universität St. Andrews in Schottland. Außerdem forschte er in Italien. 1997 wurde er an der Universität Erlangen-Nürnberg zum Dr. phil. promoviert. Danach war er Stipendiat der Deutschen Forschungsgemeinschaft und Wissenschaftlicher Assistent bzw. Oberassistent am Orientalischen Seminar der Universität zu Köln. 2004 habilitierte er sich in Islamwissenschaft und wurde Privatdozent. 2008 wurde er Professor für Islamische Geschichte an der Westfälischen Wilhelms-Universität zu Münster. Er ist Mitglied der Deutsch-Jemenitischen Gesellschaft, der Deutschen Morgenländischen Gesellschaft und des Zentrums für Inter- und Transkulturelle Studien an der Kölner Universität.

## Schriften (Auswahl)
- Exegetisches Denken und Prophetenbiographie. Eine quellenkritische Analyse der Sīra-Überlieferung zu Muḥammads Konflikt mit den Juden (= Diskurse der Arabistik. Bd. 3). Harrassowitz, Wiesbaden 1998, ISBN 3-447-04105-6.
- Methode und Wahrheit in der Islamwissenschaft. Prolegomena. Harrassowitz, Wiesbaden 2000, ISBN 3-447-04335-0.
- The Living and the Dead in Islam: Studies in Arabic Epitaphs. Vol. 2: Epitaphs in Context. Harrassowitz, Wiesbaden 2004,	ISBN 3-447-05083-7.
- (Übers./Hrsg.): Yaḥyā Ibn Sharaf al-Nawawī: Das Buch der vierzig Hadithe = Kitāb al-arbaʿīn. Mit dem Kommentar von Ibn Daqīq al-ʿĪd Verlag der Weltreligionen, Frankfurt am Main 2007, ISBN 978-3-458-70006-7.
- Mohammed (= Suhrkamp-BasisBiographie. 34). Suhrkamp, Frankfurt am Main 2008, ISBN 978-3-518-18234-5.
- This Unknown Land. How Geographers, Pharmacists, Novelists, Plant Hunters, War Correspondents, Engineers, Medical Men & Tourists Discovered & Experienced Nineteenth-Century Bulgaria. Janet45, Plowdiw 2020.
- (Übers./Hrsg.): Eustace Grenville Murray: Fast wie im orientalischen Leben. Satirisch-poetisch-politische Berichte aus dem Osmanischen Reich (1853–1855), Hamburg 2021, ISBN 978-3-9817551-9-0